# گراهام ترنر
گراهام ترنر (انگلیسی: Graham Turner؛ زادهٔ ۵ اکتبر ۱۹۴۷) یک بازیکن فوتبال اهل بریتانیا است.